# Melay (Maine-et-Loire)
Melay é uma ex-comuna francesa na região administrativa da Pays de la Loire, no departamento de Maine-et-Loire. Estendeu-se por uma área de 22,7 km². Em 2010 a comuna tinha 1 608 habitantes (densidade: 70,8 hab./km²).
Em 2013 foi fundida com a comuna de Chemillé para a criação da nova comuna de Chemillé-Melay.